# حركة الخلاص الوطني
حركة الخلاص الوطني (بالإسبانية: Movimiento de Salvación Nacional) هي حزب سياسي محافظ في كولومبيا، أسسه ألفارو جوميز هورتادو في عام 1990. في الانتخابات التشريعية التي أجريا في 10 مارس 2002، فاز الحزب، باعتباره أحد الأحزاب الصغيرة العديدة، بالتمثيل البرلماني. في الانتخابات التشريعية المتزامنة لعام 2006، فاز الحزب بواحد من أصل 166 نائبًا ولم يكن هناك أعضاء في مجلس الشيوخ.
1. ↑  وصلة مرجع: https://web.archive.org/web/20080827224136/http://www.salvacionnacional.org/.